# Amanita ocreata
Amanita ocreata, tên trong tiếng Anh gồm có death angel (thiên thần chết), destroying angel (thiên thần phá hủy) là một loài nấm độc. Đây là một trong rất nhiều loài trong chi Amanita. Loài này hiện diện ở Tây Bắc Thái Bình Dương và tỉnh thực vật California tại Bắc Mỹ, A. ocreata cộng sinh với cây sồi. Các quả thể thường xuất hiện vào mùa xuân, mũ nấm có thể có màu trắng hoặc màu vàng nâu và thường phát triển một màu hơi nâu ở trung tâm, trong khi các bộ phận khác có màu trắng.
Amanita ocreata giống như một số loài ăn được thường được sử dụng bởi con người, làm tăng nguy cơ bị ngộ độc. Quả thể trưởng thành có thể bị nhầm lẫn với các ăn được A. velosa, A. lanei hoặc Volvariella speciosa, trong khi cây nấm chưa trưởng thành có thể khá khó khăn để phân biệt với nấm Agaricus ăn được hoặc nấm puffballs. Chúng có độc tính tương tự như A. phalloides, A. virosa và A. bisporigera, nó là một loại nấm có khả năng gây chết người và đã gây ra một số ca ngộ độc ở California. Thành phần chủ yếu trong chất độc của nó, α-amanitin, làm hại gan và thận, thường dẫn đến tử vong, và không có thuốc giải độc được biết đến. Các triệu chứng ban đầu ở tiêu hóa và bao gồm đau bụng và ruột, tiêu chảy và ói mửa. Những triệu chứng này lắng xuống tạm thời sau 2-3 ngày, mặc dù đang diễn ra thiệt hại cho cơ quan nội tạng phổ biến trong thời gian này các triệu chứng vàng da, tiêu chảy, mê sảng, co giật, và hôn mê và có thể tử vong do suy gan 6-16 ngày sau khi ăn phải loài nấm này.